# Portland Hoffa
Portland Hoffa (25 de enero de 1905 – 25 de diciembre de 1990) fue una humorista, actriz y bailarina estadounidense, recordada fundamentalmente por su trabajo en la radio y en el teatro junto a su primer marido, el nlegendario humorista Fred Allen.

## Biografía
Nacida en Portland (Oregón), fue artista de vodevil y actriz en producciones teatrales de Broadway. Portland Hoffa conoció a Fred Allen trabajando en The Passing Show en 1922, y se unió a él para representar los números de vodevil ideados por él y centrados en el humor y el malabarismo. La pareja se casó antes de que Allen empezara su larga carrera de éxitos en la radio en 1932. Hoffa ganó fama por su voz aguda, sus chistes y su participación en el programa de su marido, Allen's Alley. 
La mala salud de Fred Allen fue la razón principal de que el actor dejara de presentar su programa a partir de 1949, pero Hoffa a menudo participaba con él en el show radiofónico de Tallulah Bankhead, The Big Show (1950–52). Ella también actuó como "invitada misteriosa" en un episodio del programa de televisión What's My Line? (Adivine su vida), en el cual Allen fue panelista desde 1954 hasta su muerte en 1956. Hoffa y Allen también actuaron en los filmes Is Everybody Listening? (1947) y Buck Benny Rides Again (1940), protagonizado por Jack Benny.
Hoffa volvió a casarse en 1959, con el músico y publicista Joe Rines. En 1965 Hoffa recopiló un gran volumen de la correspondencia de Allen que se editó con el nombre de Fred Allen's Letters. Rimes falleció en 1986, y Hoffa lo hizo el día de Navidad de 1990 en Los Ángeles, California. Al igual que su primer marido, Portland Hoffa tiene una estrella en el Paseo de la Fama de Hollywood por su actividad radiofónica, en el 1640 de Vine Street.